# Encholirium lymanianum
Encholirium lymanianum là một loài thực vật có hoa trong họ Bromeliaceae. Loài này được E.Pereira & Martinelli mô tả khoa học đầu tiên năm 1982.